# Tamás Priskin
Tamás Priskin [tamáš priškin] (* 27. září 1986, Komárno, Československo) je slovensko-maďarský fotbalový útočník a reprezentant Maďarska, od července 2018 hráč maďarského týmu Szombathelyi Haladás, kde je na hostování z mužstva Ferencvárosi TC. V zahraničí působil na klubové úrovni ve Velké Británii (Anglii a Walesu), Rusku, Rakousku a Izraeli. Nastupuje na hrotu útoku.
Narodil se maďarským rodičům v Komárnu a pochází z Maďarské menšiny na Slovensku. V roce 2005 ve svých patnácti letech získal slovenské občanství. Má tedy maďarský i slovenský pas. Jeho mladší bratr Imre Vankó je také fotbalista.

## Klubová kariéra
Je odchovancem maďarského klubu Győri ETO, kam přišel v žákovských letech z týmu FK 1899 Komárno.

### Győri ETO FC
V zimním přestupovém období sezony 2002/03 se propracoval do seniorské kategorie. Svoji ligovou premiéru si odbyl již v 16 letech a sedmi měsících. V Győri se postupem času stal oporou mužstva a během celého svého angažmá odehrál 68 ligových zápasů, ve kterých dal 24 branek. Střelecky nejpovedenější pro něj byl ročník 2005/06, kdy vsítil 11 gólů.

### Watford FC
V létě 2006 jej zaregistrovali skauti z anglické Premier League a Priskin přestoupil do Watfordu FC. Svoji ligovou premiéru si odbyl v úvodním kole hraném 19. 8. 2006 proti Evertonu FC (výhra 2:1), na hřiště přišel 11 minut před koncem zápasu. Svůj první střelecký zásah si připsal 9. dubna 2007 v souboji s klubem Portsmouth FC (výhra 4:2), prosadil se v 51. minutě. Na jaře 2007 s Watfordem sestoupil do druhé ligy. V týmu se zpočátku příliš neprosadil, a proto hostoval v sezoně 2007/08 v mužstvu Preston North End FC. V létě 2008 se vrátil do Watfordu.

#### Sezóna 2008/09
Své první branky v ročníku zaznamenal proti Southamptonu FC, když rozvlnil síť v 10. a 41. minutě. Výraznou měrou se tak podílel na výhře 3:0 na půdě soupeře. Potřetí v sezoně se trefil 6. 12. 2008 v souboji s Birminghamem City (prohra 2:3), v sedmé minutě otevřel skóre utkání. Následně se střelecky prosadil proti Norwichy City a pomohl k domácímu vítězství 2:1. 27. ledna 2009 prožil dvougólový večer proti klubu Burnley FC (výhra 3:0), trefil se v 78. a 90. minutě. Svého sedmého zásahu docílil 17. 2. 2009 proti týmu Swansea City AFC (výhra 2:0). Skóroval i 21. února 2009, když pět minut před koncem zvyšoval na konečných 2:0 proti Blackpoolu FC. Následně se trefil nejprve 7. března 2009 proti mužstvu Charlton Athletic FC (výhra 3:2) a poté o tři dny později v souboji s Nottinghamem Forest (výhra 2:1), prosadil se tak podeváté a podesáté. Svoji jedenáctou trefu si připsal v 66. minutě v odvetě proti Southamptonu (remíza 2:2). 25. 4. 2009 rozhodl v 74. minutě o výhře 3:2 nad klubem Coventry City FC. Za rok nastoupil v lize k 36 střetnutím.

### Preston North End FC (hostování)
V březnu 2008 zamířil na měsíc hostovat do celku Preston North End FC. Během celého svého krátkého působení zaznamenal pět ligových startů a dvě branky. Skóroval 22. března 2008 proti Burnley (výhra 2:1) a v souboji s klubem Queens Park Rangers FC (remíza 2:2).

### Ipswich Town FC (+ hostování)
Před ročníkem 2009/10 Watford definitivně opustil a upsal se týmu Ipswich Town FC. Svůj premiérový start za Ipswich zaznamenal v prvním kole hraném 9. 8. 2009 proti mužstvu Coventry City (prohra 1:2), nastoupil na posledních 23 minut. Poprvé se střelecky prosadil v utkání osmého kola v souboji s Doncasterem Rovers FC a společně se svými spoluhráči vybojoval remízu 3:3. V klubu se příliš neprosadil a působil na hostováních v jiných týmech, hrál za Queens Park Rangers FC (13 startů, 1 branka), Swansea City AFC (4 zápasy, 1 gól) a Derby County FC (5 utkání, 1 branka). Celkem za Ipswich Town FC odehrál 51 utkání v lize, ve kterých dal pět gólů.

### PFK Alanija Vladikavkaz
V průběhu jarní části sezony 2011/12 opustil Ipswich i Velkou Británie a jeho další kroky vedly do ruského celku PFK Alanija Vladikavkaz.

#### Sezóna 2011/12
Liga v Rusku se tentokát hrála rok a půl, jelikož došlo ke změně hracího modelu. Ligový debut si odbyl 12. března 2012 v prvním kole druhé nejvyšší soutěže proti Torpedu Moskva. Na trávníku vydržel pouze první poločas, ale ve 25 minutě se mu podařilo dát jediný a tudíž vítězný gól střetnutí. Podruhé se trefil v souboji s Dynamem Bryansk (výhra 2:0), když v 9. minutě otevřel skóre utkání. Na jaře 2012 s Vladikavkazem postoupil do Premier Ligy. Během půl roku odehrál šest ligových zápasů.

#### Sezóna 2012/13
Svoji první branku v ročníku dal ve 4. kole v souboji s Terekem Groznyj a podílel se na vysoké výhře 5:0. Následně se trefil v dalším kole hraném 11. 8. 2012 proti Lokomotivu Moskva, když ve 37. minutě srovnal na konečných 2:2. Potřetí skóroval 1. září 2012 v souboji s Amkarem Perm, zápas skončil remízou 1:1. Následně vsítil gól až ve 25. kole proti mužstvu PFK Křídla Sovětů Samara. Trefil se dvě minuty před koncem, ale pouze snižoval na konečných 1:2. V 71. minutě v souboji s Dynamem Moskva hraném 19. 5. 2013 dal jedinou a tudíž i vítěznou branku střetnutí. Vladikavkaz skončil na konci ročnku 2012/13 až na posledním 16. místě tabulky a po roce se vrátil do druhé ligy. Priskin v sezoně nastoupil k 23 zápasům v lize.

#### Sezóna 2013/14
V 17. kole v zápase proti klubu FK Orenburg docílel během 27 minut čistého hattricku a Vladikavkaz vyhrál doma v poměru 3:0. Následně skóroval jednou v souboji s Chimikem Dzeržinsk (výhra 4:0) a dvakrát vsítil branku proti Neftěchimiku Nižněkamsk (výhra 2:1). Posedmé se trefil 3. listopadu 2013 v souboji 22. kola se Spartakem Nalčik, jeho tým díky němu vyhrál na domácím stadionu 1:0. Během podzimu 2013 odehrál šest ligových střetnutí, před druhou části sezony Vladikavkaz zkrachoval a Priskin se stal volným hráčem.

### FK Austria Vídeň
Po krachu Alanije Vladikavkaz vedly jeho kroky v lednu 2014 do Rakouska, kde se stal hráčem Austrie Vídeň. Obratem byl poslán hostovat do Izraele, konkrétně do Makabi Haifi. V létě 2014 v Austrii skončil, během celého svého anažmá si start v lize nepřipsal.

### Makabi Haifa FC (hostování)
Před jarní částí ročníku 2013/14 zamířil po příchodu do Austrie Vídeň na hostování do Makabi Haify. Svůj premiérový start si připsal ve 21. ligovém kole hraném 8. 2. 2014 proti Hapoelu Ra'anana. Na hřiště přišel v 74. minutě a společně se svými spoluhráči se po závěrečném hvizdu radoval z výhry 3:1. Svůj jediný gól za Makabi vstřelil 24. února 2014 ve 28. minutě duelu s Hapoelem Tel Aviv (výhra 3:1). Celkem za mužstvo nastoupil k 11 ligovým utkáním.

### Győri ETO FC (návrat)
V létě 2014 zamířil do Győri ETO FC, kam se vrátil po osmi letech strávených v zahraničí. V celku se sešel s Markem Střeštíkem narozeným také v Komárnu.
Obnovený ligový debut si připsal 27. 7. 2014, když přišel na hrací plochu na druhý poločas v souboji úvodního kola s klubem Paksi SE (prohra 0:2). Poprvé po návratu se prosadil v následujícím kole hraném 3. srpna 2014 proti týmu Budapest Honvéd FC (výhra 3:1), když v 19. minutě otevřel skóre střetnutí. Následně se trefil po pěti zápasech v 8. kole, když v 51. minutě zvyšoval v souboji s mužstvem Nyíregyháza Spartacus na 3:1. Győri nakonec zvítězilo venku v poměru 3:2. Svůj třetí gól dal 1. 11. 2014 proti klubu Diósgyőri VTK (remíza 1:1). Trefil se i v dalším střetnutí hraném 8. listopadu 2014 ve 14. kole v souboji s klubem Pécsi MFC, když 23 minut před koncem zvyšoval na konečných 3:0. Následně vsítil branku proti Videotonu FC, trefil se v první minutě nastavení a zasloužil se o konečnou remízu 2:2. V dubnu 2015 se dostal do skvělé střelecké formy, když ve čtyřech střetnutích dal tři branky. Skóroval do sítí mužstev Kecskeméti TE (remíza 1:1), MTK Budapešť (prohra 1:2) a Puskás FC (výhra 1:0). Podeváté v sezoně zaznamenal přesnou trefu ve 28. kole v odvetě proti klubu Diósgyőri VTK. V 84. minutě zaznamenal jediný gól Győri v zápase, který skončil výhrou 4:1 ve prospěch soupeře. O šest dní později se dvakrát prosadil v odvetném utkání s týmem Pécsi MFC (výhra 3:0), trefil se ve 46. minutě ze hry a ve druhé minutě nastavení z pokutového kopu. S jedenácti góly ve 27 zápasech v lize se stal nejlepším střelcem Győri a za ligovým králem střelců Nemanjou Nikolićem z Videotonu zaostal o deset branek. Po konci ročníku 2014/15 mužstvo kvůli finančním obtížím nuceně skončilo v maďarské nejvyšší OTP Bank Lize.

### ŠK Slovan Bratislava
V červnu 2015 odešel zpět na Slovensko a posílil Slovan Bratislava. S třetím týmem Fortuna ligy ročníku 2014/15 se dohodl na tříleté smlouvě.

#### Sezóna 2015/16
Se Slovanem postoupil přes gibraltarský klub Europa FC (výhry 6:0 a 3:0) a tým UC Dublin z Irska (výhry 1:0 a 5:1) do třetího předkola Evropské Ligy UEFA 2015/16, kde mužstvo po prohře 0:2 a remíze 3:3 vypadlo s ruským mužstvem FK Krasnodar.
Ligovou premiéru v dresu klubu zaznamenal 19. 7. 2015 v 1. kole proti ViOnu Zlaté Moravce (výhra 2:1), nastoupil na celý zápas a v 16. minutě otevřel skóre střetnutí. Podruhé skóroval ve 3. kole, když se v 15. minutě trefil proti týmu FC DAC 1904 Dunajská Streda (remíza 1:1). Následně se střelecky prosadil v duelu hraném 9. srpna 2015 s mužstvem MFK Ružomberok, v 61. minutě svým gólem na 2:1 rozhodl utkání. Svůj čtvrtý přesný zásah zaznamenal proti klubu FO ŽP ŠPORT Podbrezová, když čtvrt hodiny před koncem zvyšoval na konečných 3:1. Další přesnou trefu si připsal v 15. minutě v odvetě proti Ružomberku, střetnutí skončilo nerozhodně v poměru 1:1. V 16. kole hraném 7. 11. 2015 dvakrát skóroval v souboji s celkem FK Senica a podílel se na domácí výhře 2:1. Svoji osmou branku vstřelil proti týmu MŠK Žilina (výhra 2:1), když v 77. minutě rozhodl zápas. Podeváté se prosadil v následujícím 20. kole na hřišti mužstva AS Trenčín, kde Slovan i díky Priskinově trefě ze 41. minuty zvítězil v poměru 2:0. 9. 3. 2016 rozhodl v 90. minutě jediným gólem střetnutí se Zemplínem Michalovce, na hrací ploše v té době měl odehráno 30 minut. Proti Michalovcům skóroval i v odvetném zápase ve 32. kole. Ve třetí minutě otevřel skóre utkání, Slovan nakonec tento výsledek neudržel a remizoval se soupeřem 1:1. Své dvanácté branky docílil 20. května 2016 v posledním 33. kole z penalty v odvetě s Podbrezovou (remíza 2:2). Se Slovanem na jaře 2016 došel až do finále slovenského poháru, kde tým podlehl v utkání hraném v Trnavě klubu AS Trenčín 1:3. Se Slovanem obsadil v sezóně 2015/16 2. místo ve Fortuna lize i slovenském poháru. S dvanácti přesnými zásahy ve 26 ligových utkáních se stal nejlepším střelcem klubu.

#### Sezóna 2016/17
V létě 2016 byl na spadnutí přestup do maďarského Videotonu FC, ale Priskin nakonec zůstal ve Slovanu. V prvním předkole Evropské ligy UEFA 2016/17 proti albánskému týmu KF Partizani nehrál. Úvodní zápas skončil bezbrankovou remízou, ale odveta v Senici se neuskutečnila. Partizani bylo přesunuto do druhého předkola Ligy mistrů UEFA 2016/17 na místo tehdejšího albánského mistra KF Skënderbeu Korçë vyloučeného kvůli podezření z ovlivňování zápasů a Slovan postoupil automaticky do dalšího předkola. Ve druhém předkole proti mužstvu FK Jelgava z Lotyšska nastoupil pouze v odvetě. Slovan po remíze 0:0 a prohře 0:3 vypadl.
Poprvé v ročníku skóroval na domácí půdě v utkání druhého kola, když proti ViOnu Zlaté Moravce – Vráble zvyšoval z pokutového kopu v 72. minutě na 3:1. Slovan nakonec zvítězil v poměru 3:2. Následně se prosadil 13. srpna 2016 osm minut před koncem souboje s Ružomberkem (prohra 2:3), kdy snižoval na průběžných 1:3. V osmém až jedenáctém kole nehrál z důvodu zranění stehna, které si přivodil na reprezentačním srazu maďarské reprezentace. Svoji třetí branku zaznamenal v odvetě s ViOnem Zlaté Moravce – Vráble, Slovan i díky jeho trefě z 90. minuty vyhrál ve Zlatých Moravcích vysoko 5:1. V 15. kole hraném 6. 11. 2016 rozhodl jediným gólem zápasu o domácí výhře nad Dunajskou Stredou. Svůj pátý přesný zásah si připsal v 17. kole na půdě Žiliny, ve 24. minutě srovnával skóre utkání na 1:1. Slovan nakonec podlehl soupeři 1:2. Měl skvělý vstup do jarní části sezony, když se v úvodních třech střetnutích prosadil čtyřikrát. Nejprve dal ve 20. kole během 40 minut čistý hattrick v souboji s Trenčínem a výraznou měrou se podílel na výhře 4:3 na úřadujícím mistrem, následně skóroval v 5. minutě následujícího kola proti Michalovcům (výhra 3:1). Podesáté se radoval z gólu 1. dubna 2017 v souboji s Podbrezovou, když v 77. minutě tečoval těsně před bránou střelu Tomáše Kóni a zvyšoval na 3:1. Slovanem nakonec porazil třetí celek tabulky na jeho hřišti v poměru 3:2. Za únor/březen 2017 vyhrál po skvělých výkonech jako první hráč Slovanu v anketě hráč měsíce, kde o vítězi rozhodují jednotliví členové odborné poroty a fanoušci. V sezoně 2016/17 získal se Slovanem domácí pohár, když společně se svými spoluhráči porazil ve finále hraném 1. května 2017 na stadionu NTC Poprad tehdy druholigový tým MFK Skalica v poměru 3:0. Celkem v ročníku odehrál v lize 25 střetnutí.

### Ferencvárosi TC
V červnu 2017 se vrátil do Maďarska, kam odešel za nespecifikovanou částku na přestup do mužstva Ferencvárosi TC z Budapešti. S Ferencvárosi krátce po svém příchodu postoupil přes klub FK Jelgava (výhry 2:0 a 1:0) do druhého předkola Evropské ligy UEFA 2017/18, ve kterém jeho tým vypadl po prohrách 2:4 a 1:3 s celkem FC Midtjylland z Dánska. V předkolech EL zaznamenal Priskin jednu branku, konkrétně v odvetě s Jelgavou.
Svůj první ligový zápas za Ferencvárosi TC absolvoval ve druhém kole hraném 23. července 2017 proti týmu Újpest FC (remíza 2:2), na hrací ploše byl do 76. minuty a při své premiéře se i střelecky prosadil. Podruhé v ročníku skóroval v sedmém kole v souboji s Videotonem FC, když v 89. minutě snižoval na konečných 1:3. Svůj třetí přesný zásah v sezoně si připsal 9. 9. 2017 v následujícím kole, Ferencvárosi tehdy porazilo doma v budapešťském derby mužstvo Vasas SC v poměru 5:2. Následně dal branku proti klubu Debreceni VSC (výhra 2:1), když v 60 minutě zvyšoval na 2:0. V ročníku 2017/18 nastoupil k 17 ligovým střetnutím.

### Szombathelyi Haladás (hostování)
V létě 2018 odešel z Ferencvárosi TC na roční hostování do týmu Szombathelyi Haladás. Ligový debut v dresu tohoto celku si odbyl v úvodním kole hraném 21. 7. 2018 v souboji s mužstvem Budapest Honvéd FC (prohra 2:3). Ve 45. minutě se střelecky prosadil, ale o 36 minut později byl vyloučen a Haládas musel dohrát utkání pouze s devíti hráči v poli. Kvůli červené kartě z tohoto zápasu nemohl poté čtyři střetnutí hrát. V rozmezí 7.-9. kola třikrát skóroval, když dal po jednom gólu proti klubům Debreceni VSC (remíza 1:1), Kisvárda FC (prohra 1:4) a Paksi SE (prohra 1:2).

## Klubové statistiky
Aktuální k 18. únoru 2019
| Sezona    | Klub                         | Soutěž         | Zápasy | Góly |
| --------- | ---------------------------- | -------------- | ------ | ---- |
| 2002/2003 | Győri ETO FC                 | 1. liga        | 3      | 0    |
| 2003/2004 | Győri ETO FC                 | 1. liga        | 14     | 5    |
| 2004/2005 | Győri ETO FC                 | 1. liga        | 26     | 8    |
| 2005/2006 | Győri ETO FC                 | 1. liga        | 25     | 11   |
| 2006/2007 | Watford FC                   | Premier League | 16     | 2    |
| 2007/2008 | Watford FC                   | EFL CHA        | 14     | 1    |
| 2007/2008 | Preston North End FC (host.) | EFL CHA        | 5      | 2    |
| 2008/2009 | Watford FC                   | EFL CHA        | 36     | 12   |
| 2009/2010 | Ipswich Town FC              | EFL CHA        | 17     | 1    |
| 2009/2010 | QP Rangers FC (host.)        | EFL CHA        | 13     | 1    |
| 2010/2011 | Ipswich Town FC              | EFL CHA        | 32     | 4    |
| 2010/2011 | Swansea City AFC (host.)     | EFL CHA        | 4      | 1    |
| 2011/2012 | Ipswich Town FC              | EFL CHA        | 2      | 0    |
| 2011/2012 | Derby County FC (host.)      | EFL CHA        | 5      | 1    |
| 2011/2012 | PFK Alanija Vladikavkaz      | FNL            | 6      | 2    |
| 2012/2013 | PFK Alanija Vladikavkaz      | Premier Liga   | 23     | 5    |
| 2013/2014 | PFK Alanija Vladikavkaz      | FNL            | 6      | 7    |
| 2013/2014 | Makabi Haifa FC (host.)      | Ligat ha'Al    | 11     | 1    |
| 2014/2015 | Győri ETO FC                 | OTP Bank liga  | 27     | 11   |
| 2015/2016 | ŠK Slovan Bratislava         | Fortuna liga   | 26     | 12   |
| 2016/2017 | ŠK Slovan Bratislava         | Fortuna liga   | 25     | 10   |
| 2017/2018 | Ferencvárosi TC              | OTP Bank liga  | 17     | 4    |
| 2018/2019 | Szombathelyi Haladás (host.) | OTP Bank liga  |        |      |

## Reprezentační kariéra
V letech 2005-06 byl Priskin reprezentantem Maďarska do 21 let, v jehož dresu dal dva góly v šesti zápasech.

### A-mužstvo
V maďarském národním týmu debutoval 17. 8. 2005 v přátelském utkání v Budapešti proti reprezentaci Argentiny (prohra 1:2), na hřiště přišel v 69. minutě. Svoji první branku za A-tým Maďarska zaznamenal 15. listopadu 2006 proti Kanadě, když ve 36. minutě vstřelil jediný a tudíž vítězný gól přípravného zápasu. S maďarskou reprezentací slavil v listopadu 2015 po výhrách 1:0 a 2:1 nad Norskem postup z baráže na EURO 2016 ve Francii.

#### EURO 2016
Německý trenér maďarského národního týmu Bernd Storck jej zařadil do závěrečné 23členné nominace na EURO 2016 ve Francii. Nastoupil v prvních dvou utkání proti Rakousku (výhra 2:0) a v souboji s reprezentací Islandu (remíza 1:1). V poslední zápase proti Portugalsku (remíza 3:3) byl pouze na lavičce náhradníků. Maďaři se ziskem 5 bodů vyhráli základní skupinu F. V osmifinále proti Belgii nehrál, Maďaři se po porážce 0:4 rozloučili s turnajem.

### Reprezentační zápasy a góly
Zápasy Tamáse Priskina za A-mužstvo Maďarska
| 2005                | 3  | 0  |
| 2006                | 1  | 1  |
| 2007                | 11 | 5  |
| 2008                | 3  | 1  |
| 2009                | 6  | 0  |
| 2010                | 6  | 1  |
| 2011                | 8  | 3  |
| 2012                | 3  | 1  |
| 2013                | 1  | 0  |
| 2014                | 5  | 3  |
| 2015                | 7  | 2  |
| 2016                | 6  | 0  |
| 2017                | 3  | 0  |
| 2018                | 0  | 0  |
| Celkem              | 63 | 17 |
| Platí k 18. 2. 2019 |    |    |

Góly Tamáse Priskina za A-mužstvo Maďarska
| 010                | 15. 11. 2006 | Sóstói Stadion, Székesfehérvár, Maďarsko         | Kanada          | 01:0 0(36.) | 1:0 | přátelský zápas                  |
| 02                 | 06. 02. 2007 | Tsirion Stadium, Limassol, Kypr                  | Kypr            | 02:1 0(89.) | 2:1 | Mezinárodní turnaj na Kypru 2007 |
| 03                 | 07. 02. 2007 | Tsirion Stadium, Limassol, Kypr                  | Kypr            | 01:0 0(32.) | 2:0 | Mezinárodní turnaj na Kypru 2007 |
| 04                 | 07. 02. 2007 | Tsirion Stadium, Limassol, Kypr                  | Kypr            | 02:0 0(52.) | 2:0 | Mezinárodní turnaj na Kypru 2007 |
| 05                 | 24. 03. 2007 | Podgorica City Stadium, Podgorica, Černá Hora    | Černá Hora      | 00:1 0(1.)  | 2:1 | přátelský zápas                  |
| 06                 | 28. 03. 2007 | Szusza Ferenc Stadion, Budapešť, Maďarsko        | Makedonie       | 01:0 0(9.)  | 2:0 | Kvalifikace na EURO 2008         |
| 07                 | 20. 08. 2008 | Ferenc Puskás Stadium, Budapešť, Maďarsko        | Černá Hora      | 01:0 0(29.) | 3:3 | přátelský zápas                  |
| 08                 | 17. 11. 2010 | Sóstói Stadion, Székesfehérvár, Maďarsko         | Litva           | 01:0 0(61.) | 2:0 | přátelský zápas                  |
| 09                 | 11. 11. 2011 | Ferenc Puskás Stadium, Budapešť, Maďarsko        | Lichtenštejnsko | 01:0 0(10.) | 5:0 | přátelský zápas                  |
| 10                 | 11. 11. 2011 | Ferenc Puskás Stadium, Budapešť, Maďarsko        | Lichtenštejnsko | 02:0 0(20.) | 5:0 | přátelský zápas                  |
| 11                 | 15. 11. 2011 | Městský stadion, Poznaň, Polsko                  | Polsko          | 01:1 0(79.) | 2:1 | přátelský zápas                  |
| 12                 | 07. 09. 2012 | EC d'Andorra la Vella, Andorra la Vella, Andorra | Andorra         | 01:4 0(68.) | 0:5 | Kvalifikace na MS 2014           |
| 13                 | 04. 06. 2014 | Ferenc Puskás Stadium, Budapešť, Maďarsko        | Albánie         | 01:0 0(82.) | 1:0 | přátelský zápas                  |
| 14                 | 07. 06. 2014 | Ferenc Puskás Stadium, Budapešť, Maďarsko        | Kazachstán      | 01:0 0(26.) | 3:0 | přátelský zápas                  |
| 15                 | 07. 09. 2014 | Groupama Arena, Budapešť, Maďarsko               | Severní Irsko   | 01:0 0(75.) | 1:2 | Kvalifikace na EURO 2016         |
| 16                 | 05. 06. 2015 | Nagyerdei Stadion, Debrecín, Maďarsko            | Litva           | 04:0 0(31.) | 4:0 | přátelský zápas                  |
| 17                 | 15. 11. 2015 | Groupama Arena, Budapešť, Maďarsko               | Norsko          | 01:0 0(14.) | 2:1 | Kvalifikace na EURO 2016 - baráž |
| Platí k 5. 4. 2017 |              |                                                  |                 |             |     |                                  |